# دايفيد برانش
دايفيد برانش (بالإنجليزية: David Branch) (و. 1981  م) هو فنان قتال مختلط أمريكي، ولد في شارلوت، كارولاينا الشمالية.

## وصلات خارجية
- دايفيد برانش على موقع IMDb (الإنجليزية)
- دايفيد برانش على موقع قاعدة بيانات الفيلم (الإنجليزية)
- دايفيد برانش على موقع يو إف سي (الإنجليزية)
- دايفيد برانش على موقع بيلاتور (الإنجليزية)
- دايفيد برانش على موقع شيردوغ (الإنجليزية)
- دايفيد برانش على موقع Tapology.com (الإنجليزية)

- دايفيد برانش في قاعدة بيانات الأفلام على الإنترنت